# Ammerländer Schinken
Ammerländer Schinken ist ein geräucherter oder luftgetrockneter Rohschinken aus der niedersächsischen Region Ammerland.
Zur Herstellung wird der Schinken am Knochen zuerst für drei Wochen von Hand mit Meersalz und braunem Zucker trocken gepökelt und kann unter anderem mit Pfeffer, Piment und Wacholder gewürzt sein. Je hochwertiger das Fleisch ist, desto mehr ist der Schinken in der Lage, ohne Gewürze seinen individuellen Charakter zu entwickeln. Dann wird er einige Wochen kalt über Buchenholz geräuchert, wobei die relativ hohe Luftfeuchtigkeit in der Region ihn vor dem Austrocknen bewahrt. Die anschließende Reifezeit reicht von etwa einem Vierteljahr bis zu mehr als zwei Jahren für die besten Qualitäten. Heute gibt es unter dem Begriff Ammerländer Schinken auch ungeräucherte, luftgetrocknete Schinken.

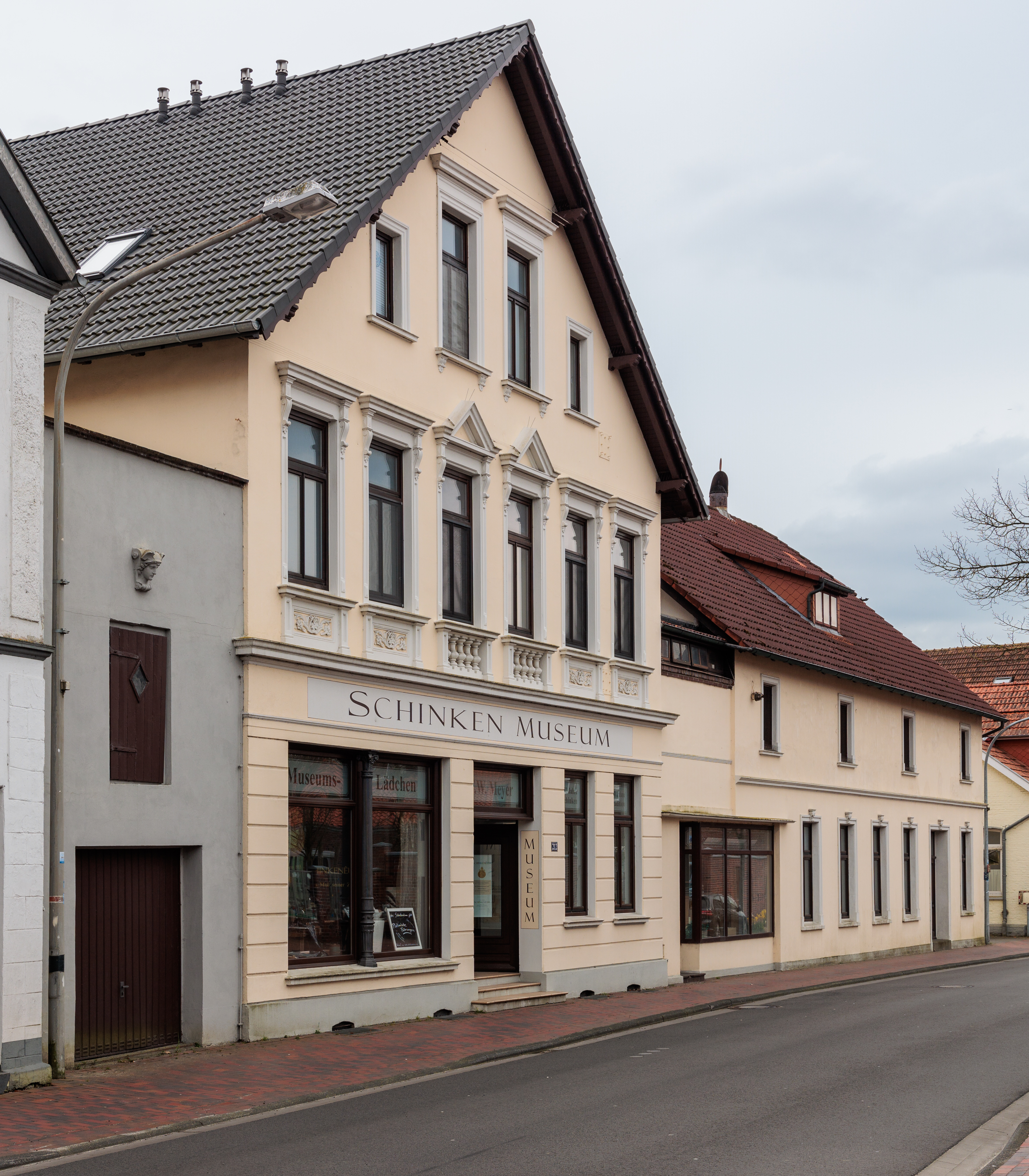
Schinken-Museum Apen

Traditionell wurde Ammerländer Schinken unter der Küchendecke (am „Wiehm“) über dem offenen Herd geräuchert und nur zur Selbstversorgung hergestellt. Die Buchen- und Eichenwälder der Region boten neben Brennholz auch Eicheln für die Schweinemast. Nachdem sich die Bevölkerung im 18. Jahrhundert annähernd auf 9.000 Einwohner verdoppelt hatte und die guten Ackerflächen knapp wurden, setzte eine gewerbliche Produktion zum Verkauf des Schinkens in den nahegelegenen Hafenstädten ein, in denen haltbarer Proviant für die Schifffahrt gefragt war. So begründete sich der überregionale Ruf des Ammerländer Schinkens.
„Ammerländer Schinken“ ist eine geschützte geografische Angabe.
In der ältesten, 1748 gegründeten Ammerländer Schinkenräucherei in Apen befindet sich heute auch ein Museum.